# Aleen Bailey
Aleen Bailey (1980. november 25. –) olimpiai bajnok jamaicai atlétanő.
Tagja volt a 2004-es athéni olimpián aranyérmet nyert jamaicai váltónak. A világbajnokságokon, szintén a négyszer százas váltóval lett sikeres. 1999-ben Sevillában bronz-, 2005-ben Helsinkiben ezüst-, 2009-ben Berlinben pedig aranyérmes lett.

## Egyéni legjobbjai
- 100 méter – 11,04 (2004)
- 200 méter – 22,33 (2004)